# Acide nucléique à glycol
Pour les articles homonymes, voir ANG et GNA.

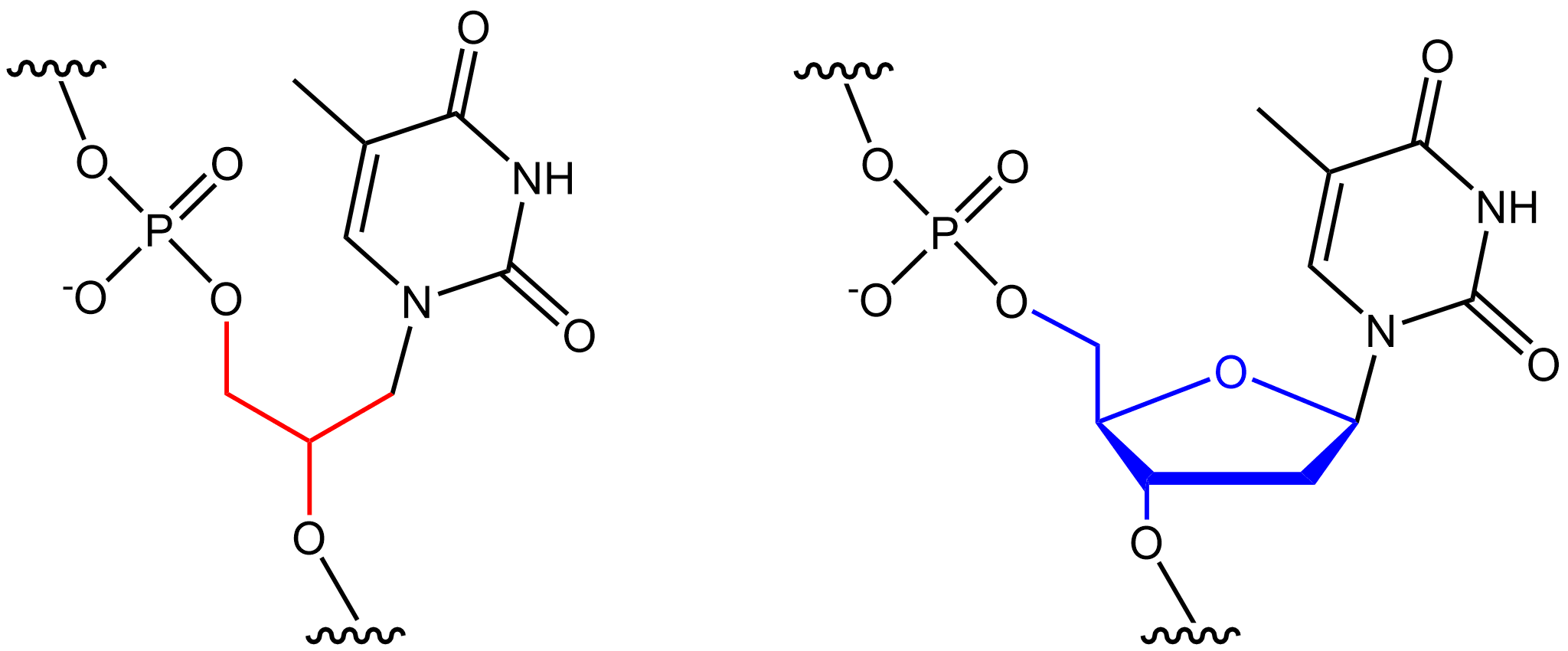
L'acide nucléique à glycol est à gauche, tandis que l'acide nucléique naturel est à droite.

Un acide nucléique à glycol, ou ANG, est un polymère organique synthétique ayant la même conformation que l'ADN et l'ARN, mais qui en diffère par la nature du squelette de ses brins : alors que les acides nucléiques biologiques sont organisés le long d'une chaîne de riboses et de désoxyriboses (respectivement pour l'ARN et l'ADN), l'ANG est organisé le long d'une chaîne de glycérols associés par un lien phosphodiester. La molécule de glycérol n'a que trois atomes de carbone, mais cette structure permet néanmoins l'appariement de paires de bases nucléiques comme avec des riboses. De plus, cet appariement est plus stable dans le cas de l'ANG que dans les molécules naturelles d'ARN et d'ADN.
L'ANG serait le plus simple des acides nucléiques et a été proposé comme support génétique précurseur de l'ARN et de l'ADN dans les premières formes de vies apparues sur Terre.